# JSP 모델 1 아키텍처

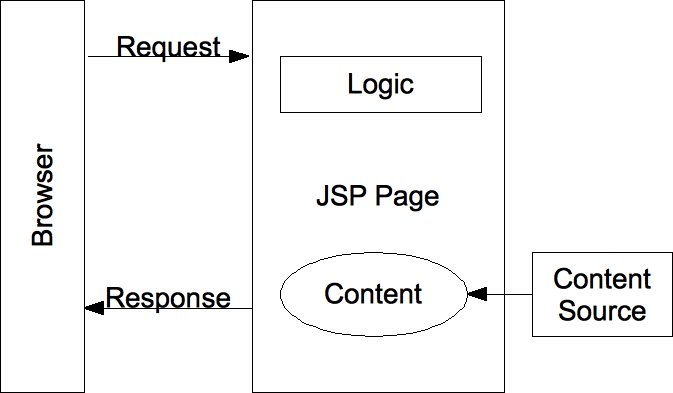
모델 1 구현

자바 웹 애플리케이션 설계에서 흔히 사용되는 2가지 디자인 모델이 있는데 그 중 모델 1과 모델 2가 있다.
모델 1의 경우 요청은 JSP나 서블릿에 수행된 다음 JSP나 서블릿은 요청, 데이터 확인, 비즈니스 로직 관리, 응답 생성을 포함하여 해당 요청을 전적으로 관리한다. 모델 1 아키텍처는 개발이 쉬운 점으로 인해 규모가 작고 단순한 작업에 흔히 사용된다.